# Dielsiothamnus divaricatus
Dielsiothamnus divaricatus (Diels) R.E.Fr. – gatunek rośliny z monotypowego rodzaju Dielsiothamnus w obrębie rodziny flaszowcowatych (Annonaceae Juss.). Występuje naturalnie we wschodniej Afryce – w Tanzanii oraz północnej części Mozambiku. 

## Morfologia
PokrójZimozielone małe drzewo lub krzew dorastające do 4 m wysokości. Młode pędy są owłosione, czasami pnące.
LiścieMają odwrotnie owalny kształt. Mierzą 8–17 cm długości oraz 4–7 cm szerokości. Są lekko owłosione od spodu. Nasada liścia jest sercowata lub zaokrąglona. Wierzchołek jest spiczasty. Ogonek liściowy jest lekko omszony i dorasta do 3–7 mm długości.
KwiatyPromieniste, obupłciowe, pojedyncze, rozwijają się w kątach pędów. Mają 3 wolne działki kielicha o kształcie od trójkątnego do okrągło owalnego i długości 5–7 mm. Płatków jest 6, ułożonych w dwóch okółkach, są wolne, prawie takie same, mają brązowożółtawą barwę i osiągają do 8–10 mm długości. Kwiaty mają po jednym owłosionym słupku o cylindrycznym kształcie.
OwoceTworzą owoc zbiorowy. Są siedzące lub osadzone na krótkich szypułkach. Mają cylindryczny kształt. Osiągają 5 cm długości i 3–4 cm szerokości. Są mniej lub bardziej owłosione.

## Biologia i ekologia
Rośnie na terenach skalistych oraz otwartych przestrzeniach w lasach. Występuje na wysokości do 500 m n.p.m.